# Leccionario 10
El Leccionario 10, designado por la sigla ℓ 10 (en la numeración Gregory-Aland), es un manuscrito griego del Nuevo Testamento. Paleográficamente ha sido asignado al siglo XIII.

## Descripción
El códice contiene enseñanzas del Evangelio, en 142 hojas de pergamino (32,2 cm por 24,5 cm). El texto está escrito en letra griega minúscula, en dos columnas por página, 23 líneas por página.

## Historia
El manuscrito fue examinado por Wettstein, Scholz, y Martin Paulin. Gregory vio el manuscrito en 1885. El manuscrito ha sido citado en las ediciones del Nuevo Testamento griego de UBS. Actualmente, el códice se encuentra en la Biblioteca nacional de Francia, en París, Francia.